# Leivinha
Leivinha, właśc. João Leiva Campos Filho (ur. 11 września 1949 w Novo Horizonte) – brazylijski piłkarz. Podczas kariery występował na pozycji napastnika.

## Kariera klubowa
Karierę piłkarską Leivinha rozpoczął w 1965 roku w klubie Linense Lins. W 1966 roku przeszedł do klubu Portuguesa São Paulo. W Portuguesie spędził 5 lat. W 1971 przeszedł do lokalnego rywala SE Palmeiras, w którym grał do 1975 roku. Z Palmeiras zdobył dwukrotnie mistrzostwo Brazylii – Campeonato Brasileiro w 1972 i 1973 oraz mistrzostwo Stanu São Paulo – Campeonato Paulista w 1972 i 1974. W 1975 zdecydował się na wyjazd do Europy do Atlético Madryt. W klubie z Madrytu grał do 1979 i zdobył z nim mistrzostwo Hiszpanii w 1977 roku. Po powrocie do Brazylii 1979 grał w São Paulo FC, gdzie w tym samym roku zakończył karierę.

## Kariera reprezentacyjna
W reprezentacji Brazylii Leivinha zadebiutował 28 czerwca 1972 w zremisowanym 0-0 meczu przeciwko reprezentacją Czechosłowacji rozegranym w São Paulo. W 1974 pojechał z reprezentacją na Mistrzostwa Świata rozgrywanych na stadionach RFN. Na mistrzostwach zagrał we 3 meczach grupowych canarinhos z Jugosławią, Szkocją i Zairem, który był zarazem jego ostatnim meczem w reprezentacji. Łącznie w reprezentacji Leivinha rozegrał 21 spotkania i strzelił 7 bramek.